# Yang Yuanqing

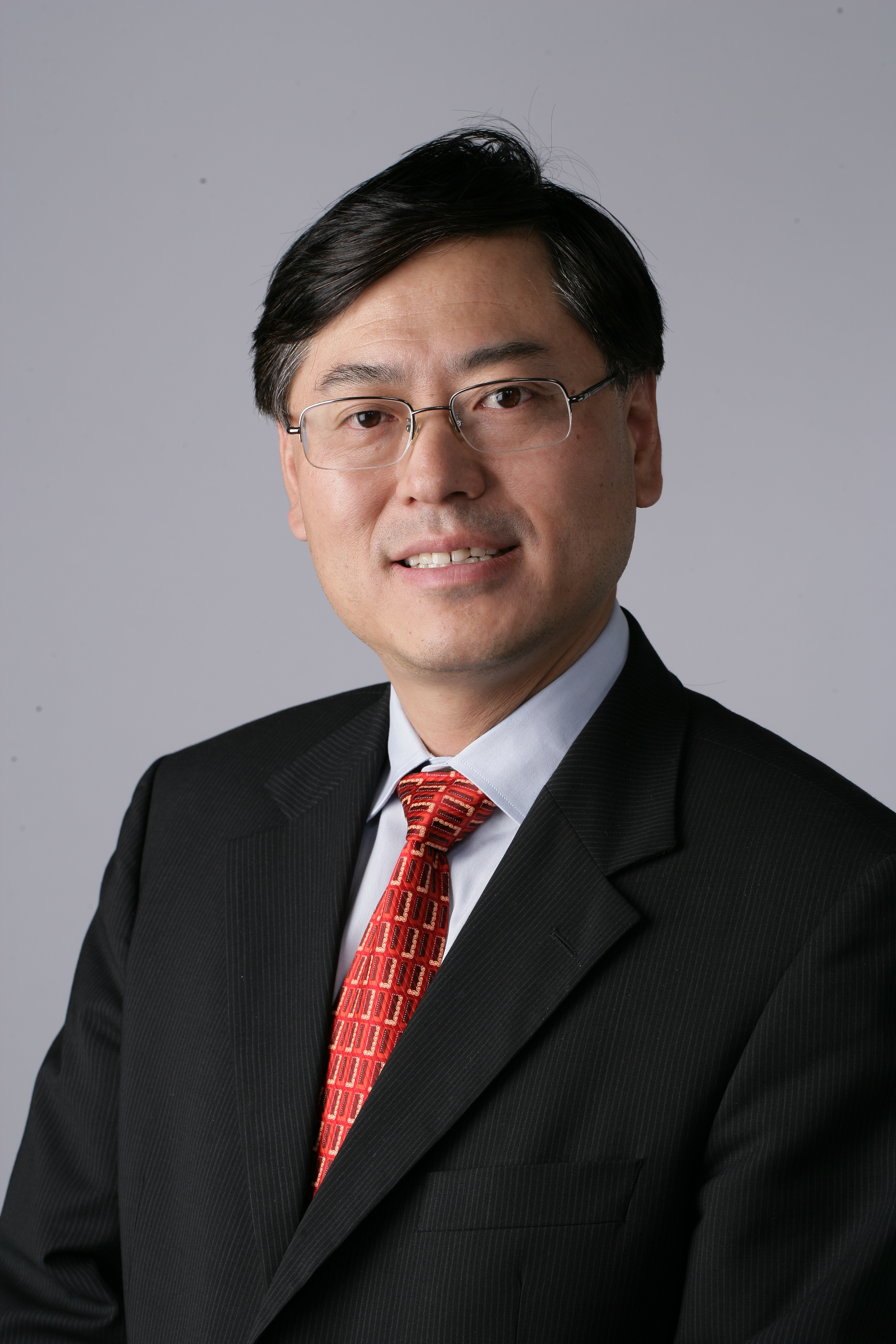
Yang Yuanqing (2010)

Yang Yuanqing (chinesisch 杨元庆; * 12. November 1964) ist ein chinesischer Informatiker und Manager. Er ist seit dem 8. Dezember 2004 als CEO der Lenovo Group tätig.

## Biografie
Yang Yuanqing wuchs in Hefei, Provinz Anhui, in China auf. Seine Eltern waren Chirurgen, die aber (wie damals in China üblich) nur so viel verdienten wie normale Arbeiter. Sie hatten für ihren Sohn einen medizinischen Beruf vorgesehen, er interessierte sich jedoch mehr für Technik und Literatur, machte einen Abschluss in Informatik an der Jiaotong-Universität und schloss die Chinesische Universität für Wissenschaft und Technik mit einem Master 1988 ab.
Im Jahr 1989 begann er mit seiner Arbeit bei Lenovo, einer Firma, die erst fünf Jahre vorher gegründet wurde und deren Mitarbeiter damals ein Durchschnittsalter von 26 Jahren hatten. Er gehörte zur ersten Gruppe von 18 Personen mit Hochschulabschluss, die bei Lenovo eingestellt wurden.
Auf der Liste der reichsten Personen Chinas belegte Yuanqing in 2015 mit einem geschätzten Vermögen von 1,3 Milliarden Dollar den 179. Platz.